# 邱良功母節孝坊
24°25′53″N 118°19′07″E / 24.4313854352251°N 118.318536985542°E
邱良功母節孝坊，位在中華民國福建省金門縣金城鎮東門處，建於1812年，是臺澎金馬地區規模最大且保存最完整的牌坊，也是金門的國定古蹟，素有「閩臺第一坊」的美譽。建立牌坊的目的在表揚清朝浙江水師提督邱良功的母親許氏堅貞守節二十八年，撫育其子成為國家棟樑，教子有功，可為鄉梓的楷模。

## 文獻記載
- 金門縣志記載：「節孝坊：在後浦東門，嘉慶間，為贈提督邱志仁妻許氏立。現列國家一級古蹟。」
- 烈女傳記載：「許氏，後浦邱志仁妻，年未三十夫歿，遺孤良功，生才彌月，艱辛撫養，守節三十餘年，嘉慶間，良功官浙江提督，奏請旌表，建坊，封一品夫人，祀節孝嗣。」

## 歷史由來
邱良功（金門後浦人，字玉韞，號琢齋，生於清朝乾隆三十四年（西元1769年），卒於嘉慶二十二年（西元1817年），享年四十九歲）出生三十五天，父親就與世長辭，全靠年齡未滿三十歲的母親許氏養育成人，長大後從軍報國，驍勇善戰，被浙江提督李長庚提拔，在嘉慶十四年時升任浙江提督，並且在同一年剿滅海盜蔡牽，平定了東南海盜之亂，戰績顯赫。
而牌坊是嘉慶十七年（1812年）時，因邱良功屢建奇功，獲得仁宗皇帝嘉許，除誥贈邱母一品夫人並欽準賜建節孝坊，當時邱良功母親許氏已過世15年，生前守寡二十八年之久。邱母許氏，閨名印官，生於乾隆八年（西元1743年），乾隆三十四年（西元1769年）生邱良功，同年喪夫，卒於嘉慶二年（西元1797年），而牌坊的建立目的在於表揚並流傳邱良功母親的節孝精神。

## 古蹟形制

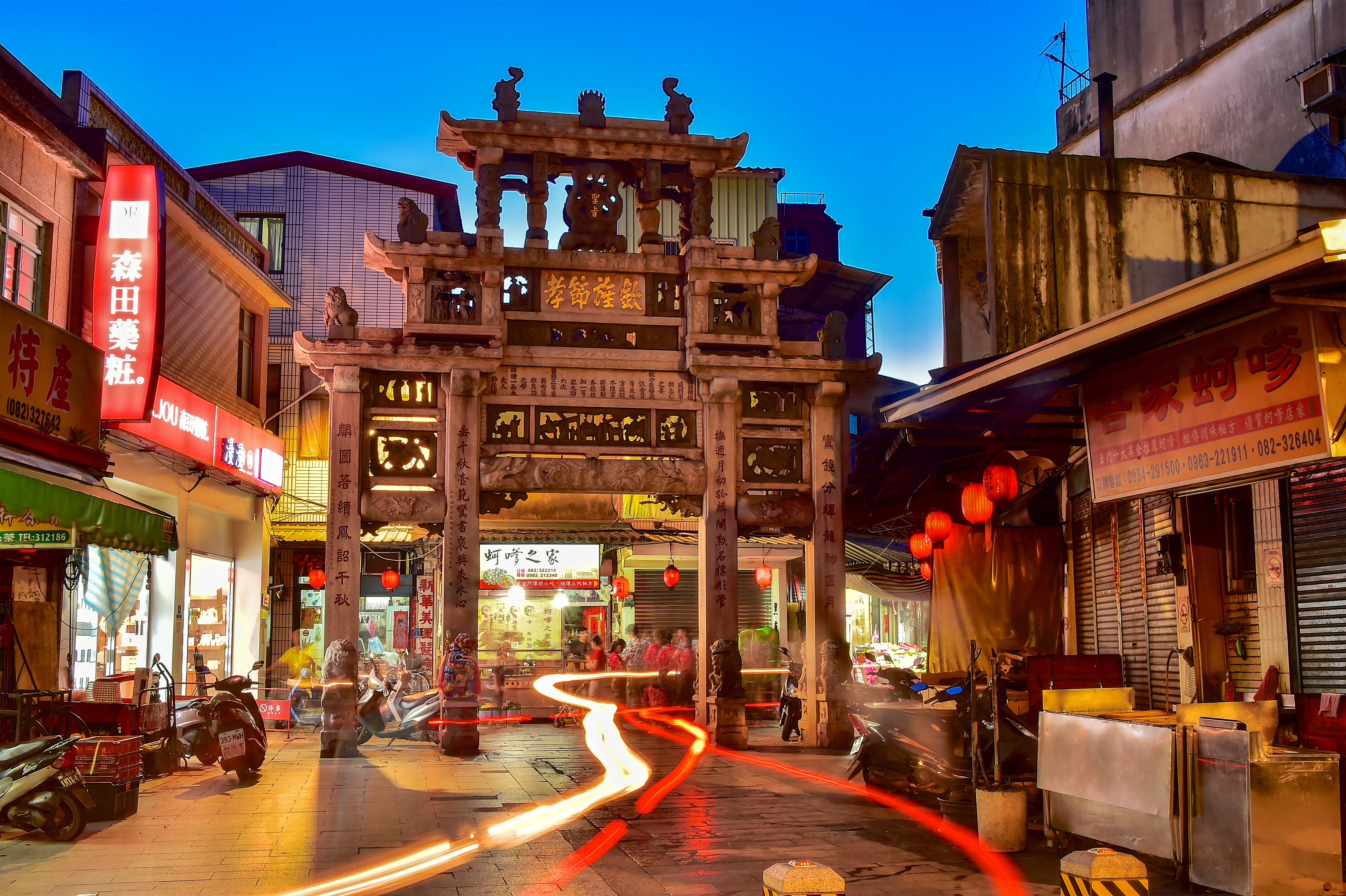
邱良功母節孝坊的晚上景色

節孝坊的結構形式為四柱三間三層，是以高級的泉州白花崗石和青斗石雕刻建築而成，高度超過十公尺。四根柱子底下分別有四對雄、雌石獅作為夾柱石，牌坊頂端則有聖旨牌與石獅，牌坊的龍柱、雲紋等雄偉樸實的雕刻，裝飾種類繁多，包含動、植物、器物、吉祥圖案，以及象徵邱良功功成名就後返家的精采情節雕刻，皆是出自內陸名師的巧手。牌坊的樑柱前後刻有四對楹聯，分別記載頌揚許氏節孝事蹟與美德。以邱良功母節孝坊的形式與裝飾來看，並就清朝前期的建築技術來說，是需要花費相當的人力與物力才能達成的。

## 資料來源
1. 金門縣誌，金門縣政府，1992，上冊，P.291
2. 後浦歷史之旅，許維民，1996，p.22-29
3. 金門勝蹟采微，溫仕忠，1993，P.26-28
4. 金門聚落映像導覽手冊--認識古蹟日，李金生，2001，P.19-20
5. 金門學叢刊--金門民間傳說，焜熿，金門，1996，P.130-133
6. 金門學叢刊--金門島地采風，李錫隆，金門，1996，P.3-5

## 外部連結
- 邱良功母節孝坊——文化部文化資產局 （页面存档备份，存于）
- 邱良功母節孝坊- 金門縣文化局 （页面存档备份，存于）

（页面存档备份，存于）